# Mikołaj
Mikołaj ist ein männlicher Vorname.

## Herkunft und Bedeutung
Der Name ist die polnische Form des Namens Nikolaus.

## Bekannte Namensträger

### Vorname
- Mikołaj Antonowicz (1915–2000), polnischer Sohn eines Gardeoffiziers
- Mikołaj Radziwiłł Czarny (1515–1565), litauischer Adeliger
- Mikołaj Gomółka (1535–~1591), polnischer Musiker und Komponist
- Mikołaj Radomski (~1400–~1450), polnischer Komponist
- Mikołaj Rej (1505–1569), Dichter, Politiker und Musiker
- Mikołaj Zebrzydowski (1553–1620), polnischer Adliger
- Mikołaj Hieronim Sieniawski (1645–1683), polnischer Adeliger
- Mikołaj Zieleński (~1560–~1620), polnischer Organist und Komponist

### Zweiter Vorname
- Henryk Mikołaj Górecki (1933–2010), polnischer Komponist
- Adam Mikołaj Sieniawski (1666–1726), polnischer Adeliger und Beamter
- Jan Mikołaj Chodkiewicz (1738–1781), polnisch-litauischer Adeliger